# أولاد صالح (لخوالقة)
أولاد صالح هو دُوَّار يقع بجماعة لخوالقة، إقليم اليوسفية، جهة مراكش آسفي في المملكة المغربية. ينتمي الدوّار لمشيخة لخوالقة التي تضم 13 دوار. يقدر عدد سكانه بـ 622 نسمة حسب الإحصاء الرسمي للسكان والسكنى لسنة 2004.

## روابط خارجية
- البوابة الوطنية للجماعات الترابية
- المندوبية السامية للتخطيط